# A Hopeless Wound
A Hopeless Wound is de vijfde aflevering van het negende seizoen van de televisieserie ER, die voor het eerst werd uitgezonden op 31 oktober 2002.

## Verhaal
Het is de nacht van Halloween en de SEH wordt overspoeld met mensen die gewond zijn geraakt in een brand. 
Dr. Kovac krijgt een klacht van een verpleegster voor zijn gedrag, Lockhart probeert te bemiddelen. Dan blijkt dat dr. Kovac seks heeft gehad met de verpleegster en dat zij daarna niet als vrienden uit elkaar zijn gegaan.
Dr. Romano merkt dat zijn revalidatie niet het gewenste resultaat oplevert, en twijfelt of hij ooit nog zijn werk als chirurg kan uitvoeren.
Dr. Corday krijgt een nieuwe student onder haar supervisie, dr. Paul Nathan. Zij ontdekt al snel dat hij een lichamelijke beperking heeft: hij lijdt aan de ziekte van Parkinson. Zij denkt dat hij hierdoor nooit chirurg zal worden, hij imponeert dan iedereen als hij bij een patiënt een diagnose kan stellen die niemand zag.

## Rolverdeling

### Hoofdrollen
- Noah Wyle - Dr. John Carter
- Laura Innes - Dr. Kerry Weaver
- Mekhi Phifer - Dr. Gregory Pratt
- Alex Kingston - Dr. Elizabeth Corday
- Goran Višnjić - Dr. Luka Kovac
- Sherry Stringfield - Dr. Susan Lewis
- Ming-Na - Dr. Jing-Mei Chen
- Paul McCrane - Dr. Robert Romano
- Matthew Glave - Dr. Dale Edson
- Christopher Grove - Dr. Marty Kline
- Maura Tierney - verpleegster Abby Lockhart
- Laura Cerón - verpleegster Chuny Marquez
- Deezer D - verpleger Malik McGrath
- Yvette Freeman - verpleegster Haleh Adams
- Lily Mariye - verpleegster Lily Jarvik
- Dinah Lenney - verpleegster Shirley
- Lucy Rodriguez - verpleegster Bjerke
- Linda Shing - ICU verpleegster Corazon
- Montae Russell - ambulancemedewerker Dwight Zadro
- Lyn Alicia Henderson - ambulancemedewerker Pamela Olbes
- Michelle Bonilla - ambulancemedewerker Christine Harms
- Emily Wagner - ambulancemedewerker Doris Pickman
- Sharif Atkins - Michael Gallant
- Don Cheadle - Paul Nathan
- Troy Evans - Frank Martin

### Gastrollen (selectie)
- Ashley Gardner - Simone Phillips
- Shane Johnson - Jason
- John Newton - Terry
- Katee Sackhoff - vriendin van Jason
- Richard Riehle - Mandrake patiënt
- Dylan Charles - Tommy
- Marilyn Child - non
- Taneka Johnson - Kris
- Bill Kalmenson - Ken